# 기리키리역
기리키리역(일본어: 吉里吉里駅)은 일본 이와테현 가미헤이군 오쓰치정에 위치한 동일본 여객철도 야마다 선의 철도역이다. 단선 승강장 1면 1선의 구조를 갖춘 지상역이다.

## 역 주변
- 국도 제45호선
- 기리키리 해안 캠핑장

## 역사
- 1938년 4월 5일 : 개업.
- 1965년 3월 : 화물 취급 폐지.
- 1982년 11월 15일 : 간이 위탁화. 기리키리 역장이 폐지되어, 오쓰치 역 관리하에 함.
- 1987년 4월 1일 : 일본국유철도 분할 민영화에 의해, 동일본 여객철도가 승계.
- 199x년 : 무인화.
- 2005년 4월 1일 : 오쓰치 역장 폐지로 인해, 가마이시 역장 관리하에 함.
- 2011년 3월 11일 : 동일본 대지진 피해 영향으로 인해, 영업 중단.
- 2012년 2월 : 역사 해체.

## 인접 역
| 동일본 여객철도 야마다 선    | 동일본 여객철도 야마다 선 | 동일본 여객철도 야마다 선 |
| ---------------------------- | ------------------------- | ------------------------- |
| 나미이타카이간 모리오카 방면 | ■ 야마다 선               | 오쓰치 가마이시 방면      |